# William Milligan
Pour les articles homonymes, voir Milligan.
Le révérend Dr William Milligan (Doctor of Divinity ; né le 15 mars 1821 et mort le 11 décembre 1893) est un théologien écossais de renom. Il étudie à l'université de Halle en Allemagne et devient par la suite professeur à l'université d'Aberdeen. Il est surtout connu pour son analyse sur l'Apocalypse de Saint Jean. Il écrit également deux autres livres : La Résurrection de notre Seigneur et de L'Ascension de notre Seigneur.

## Biographie
William Milligan est l'aîné des sept enfants du révérend George Milligan et de son épouse, Janet Fraser. En 1859, il épouse Annie Mary Moir, la fille de David Macbeth Moir. Ils ont plusieurs enfants. Un de ses fils, Oswald Milligan sera un historien des religions. Son père, licencié de l'Église d'Écosse, enseigne alors à Édimbourg et, à partir de 1825, vit au 1 Rankeillor Street, dans le South Side.